# Disney's Typhoon Lagoon
Typhoon Lagoon est un parc aquatique de Walt Disney World Resort. Il a ouvert ses portes le 1er juin 1989 et accueille l'une des plus grandes piscines à vagues du monde. L'autre parc aquatique du resort est Disney's Blizzard Beach.

## Histoire et thème
Depuis 1976, un parc aquatique, River Country, faisait les joies des visiteurs de Walt Disney World Resort mais étant situé dans le camping, il était peu facile d'accès et surtout impossible à agrandir. Le 4 février 1987, Michael Eisner annonce que pour continuer les travaux d'améliorations de Walt Disney World Resort, Disney va construire un autre parc aquatique, plus grand.
Le thème du parc est une « légende Disney ». Elle évoque un ouragan nommé Connie qui aurait aussi démoli l'île de Pleasure Island et dévasté le lagon, qui fut rebaptisé ensuite. Les bateaux, les filets de pêches et les planches de surf ont été laissés à l'endroit où l'ouragan les déposa. Le point central du parc est Miss Tilly, un bateau de pêche à la crevette planté au sommet du pic volcanique de Mont Mayday dont les « geysers » sont toujours actifs.

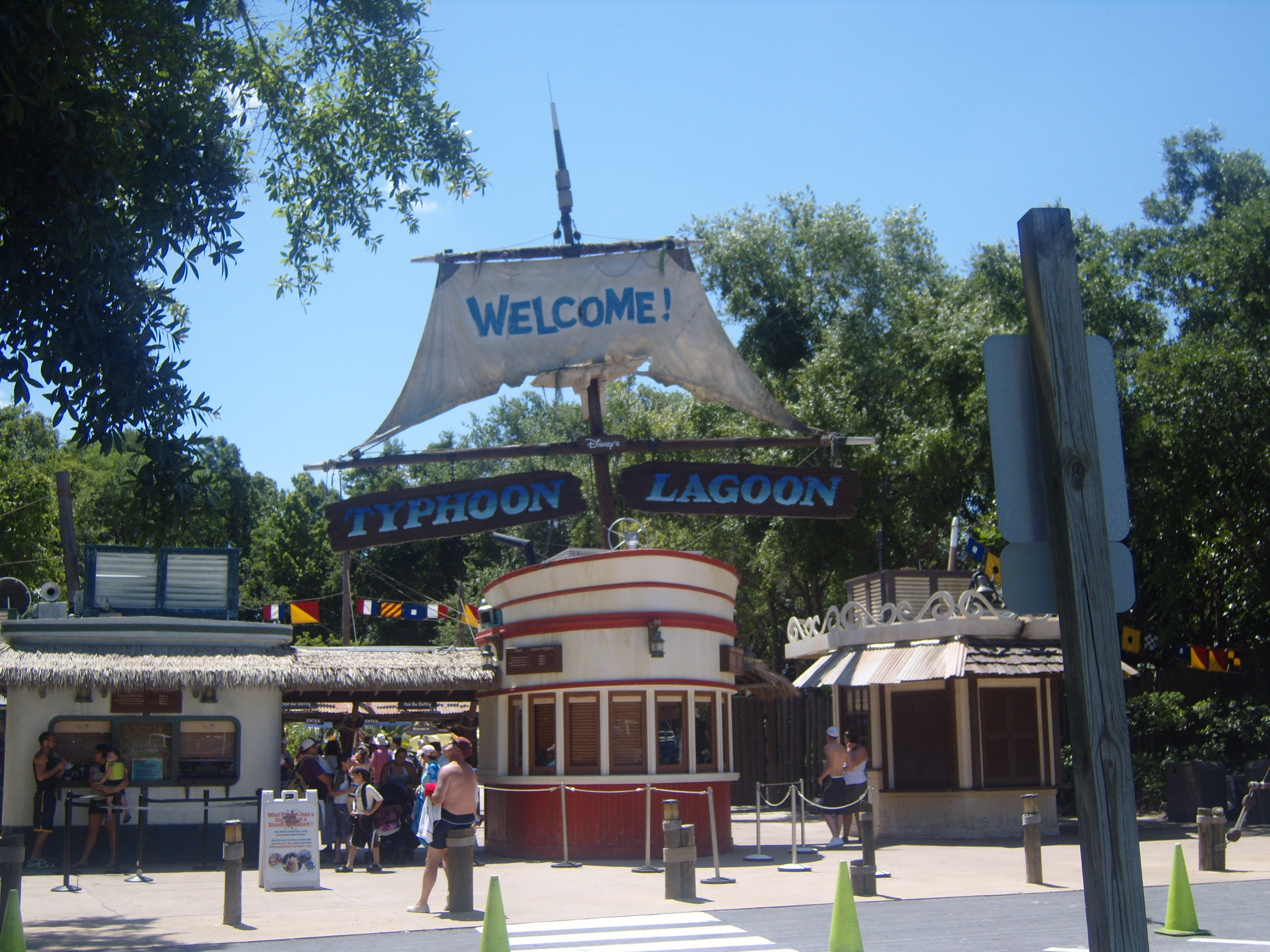
L'entrée du parc

Le parc a ouvert le 1er juin 1989 sur 140 000 m2 (14 ha, 56 acres) mais l'agrandissement de 2004 lui a fait atteindre les 25 hectares. Il se situe à proximité de Downtown Disney. À l'entrée du parc, des boutiques proposent des souvenirs Disney et des accessoires de plage, comme la crème solaire, les maillots de bains ou des lunettes de soleil. Derrière on se trouve devant le lagon et face au Mont Mayday situé de l'autre côté.
Au pied du pic de 32 mètres se trouvent neuf des toboggans du parc (jusqu'à plus de cent mètres de longueur) et un lagon d'un hectare, qui est une piscine à vagues. Il est même possible de surfer dedans. Autour, une rivière au débit calme permet de se détendre sur des bouées, de nombreux ponts l'enjambent et permettent d'accéder aux différentes parties du parc. Un petit bassin se trouve dans l'un des méandres et permet de nager avec des requins à proximité d'une épave.
Des stands de nourriture répartis à travers le parc proposent des encas, des repas complets ou des aliments Disney comme la barre de crème glacée Mickey Mouse.
Fin 2004, le succès du parc a forcé Disney à construire une partie supplémentaire au parc dans ce qui serait une ancienne usine de conditionnement de fruits tropicaux. Crush 'n' Gusher ouvre le 15 mars 2005 et consiste en trois toboggans.
Le 8 juin 2016, Disney World projette la construction d'une nouvelle attraction à Typhoon Lagoon sur 2 acres (8 094 m2) avec un toboggan à l'ouest de Crush 'n' Gusher. Le 15 août 2016, Disney annonce l'ouverture de Miss Fortune Falls une nouvelle attraction pour le printemps 2017 mais pourrait fermer de Shark Reef, un bassin permettant de nager avec des requins.
Le 4 mars 2017, Disney World annonce l'ouverture de l'attraction Miss Adventure Falls pour le 12 mars 2017,.

## Les attractions

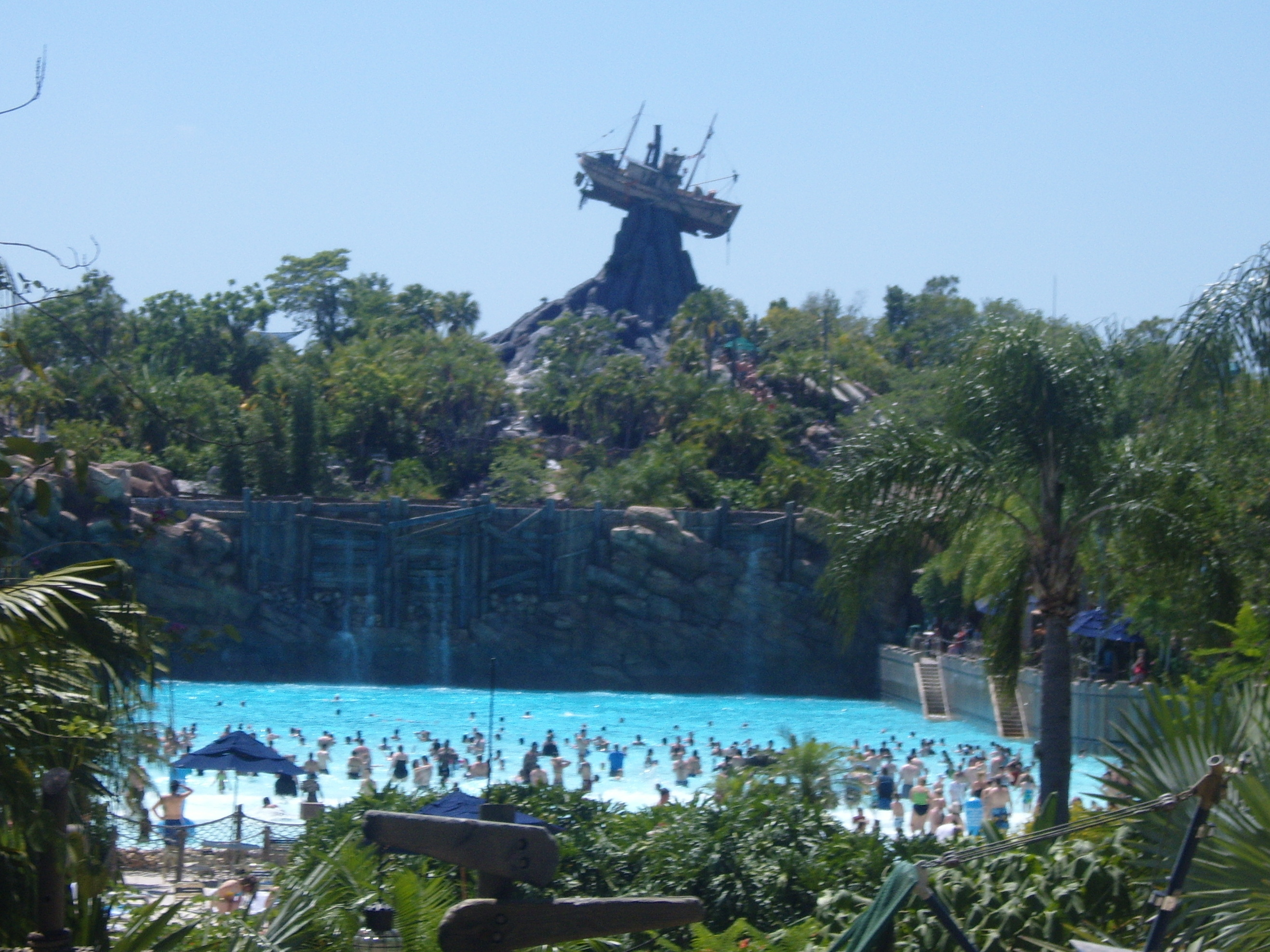
Typhoon Lagoon Surf Pool.

Le parc de Typhoon Lagoon comprend :
- Humunga Kowabunga, deux toboggans de vitesse fermés de 65 mètres qui propulsent les visiteurs du haut de cinq étages dans une piscine en quelques secondes[7].
- Storm Slides, trois « torrents » accueillent des toboggans (Jib Jammer, Stern Burner et Rudder Buster) depuis une hauteur de trois étages.
- Mayday Falls et Keelhaul Falls sont des rivières rapides descendant de Mont Mayday.
- Gang Plank Falls, une rivière rapide permet de descendre dans des bouées de quatre places.
- Castaway Creek, une rivière lente de 640 mètres de long[8] navigable en bouée et qui encercle le lagon, passant au travers de gentilles chutes d'eau et des écrans de buée.
- Ketchakiddee Creek, est une zone de jeux pour les plus jeunes avec de petits toboggans et des fontaines, située à gauche du lagon, au sud.
- Typhoon Lagoon Surf Pool, est le grand lagon et piscine à vague au centre du parc alternant les périodes de petites vagues et celles de tubes de trois mètres. Les équipements et les leçons de surf sont disponibles.
- Shark Reef, est un bassin d'eau de mer au sein duquel les visiteurs peuvent nager avec des raies manta, des requins et des poissons tropicaux. À proximité des boutiques permettent de se restaurer.

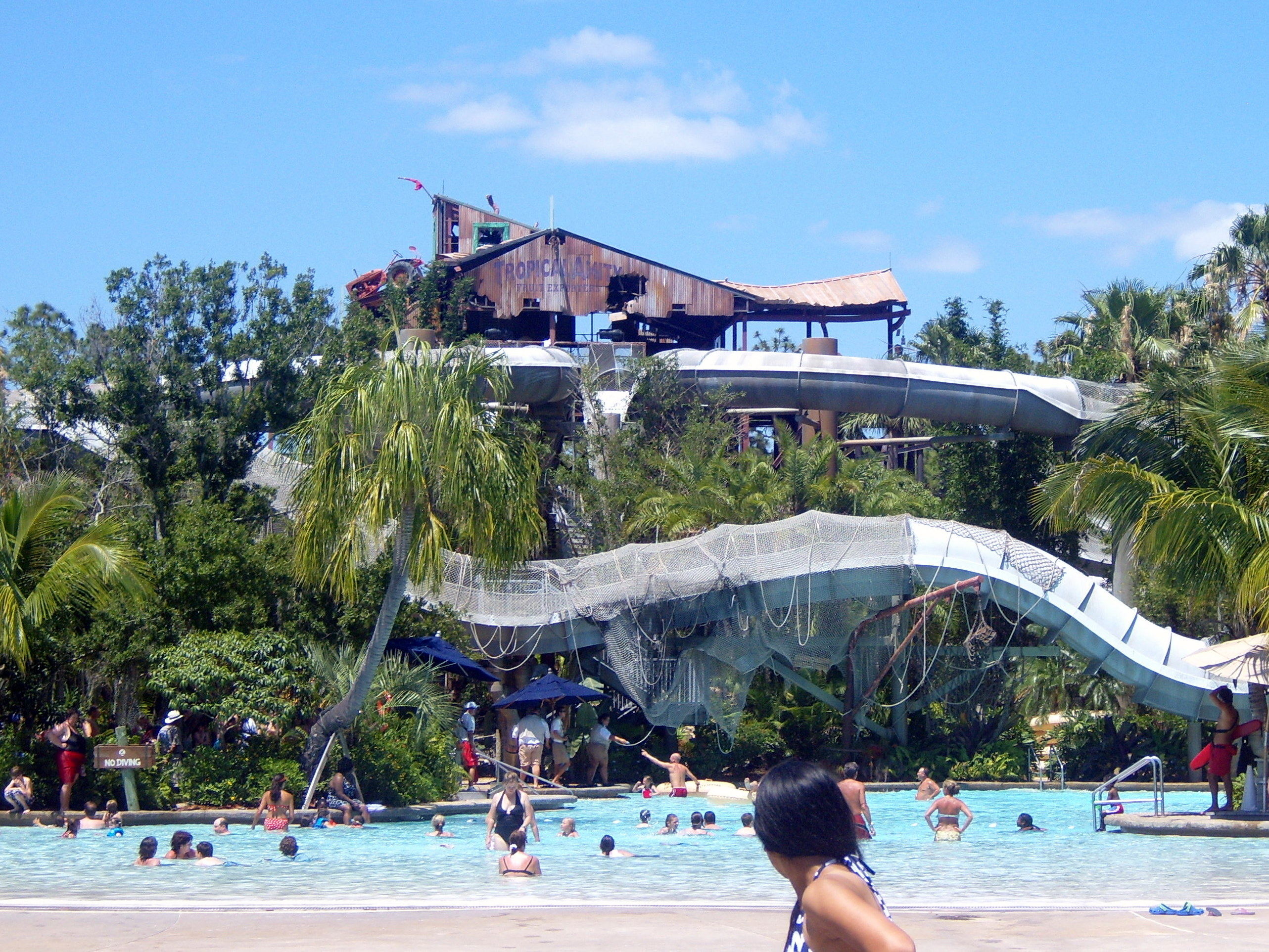
Crush 'n' Gusher.

- Crush 'n' Gusher, est un ensemble de trois toboggans rapides (Banana Blaster, Coconut Crusher et Pineapple Plunger) propulsés par des jets d'eau au travers de virages en épingle et de mini-cascades.
- Une plage de sable blanc ponctuée de palmiers encercle le lagon, permettant aux visiteurs de bronzer ou simplement de regarder les gens. Un recoin, Bay Slides permet au plus jeunes de profiter des vagues à un endroit où ils ont pied et où les adultes ne les bousculeront pas.
- Miss Fortune Falls une longue balade en bouée ouverte en 2017

## Fréquentation
En 2013, le parc accueille 2 142 000 visiteurs, se classant ainsi au deuxième rang mondial des parcs aquatiques en termes de fréquentation, derrière Chimelong Waterpark (2 172 000 visiteurs) mais devant son voisin Blizzard Beach (1 968 000 visiteurs). Typhoon Lagoon voit sa fréquentation augmenter de 2 % par rapport à 2012 et ses 2 100 000 visiteurs.